# Chaux, Territoire de Belfort
Chaux är en kommun i departementet Territoire de Belfort i regionen Bourgogne-Franche-Comté i östra Frankrike. Kommunen ligger i kantonen Giromagny som tillhör arrondissementet Belfort. År 2022 hade Chaux 1 181 invånare.

## Befolkningsutveckling
Antalet invånare i kommunen Chaux
| Referens: INSEE |